# 丛深
丛深（1928年—2007年），原名丛凤轩，男，祖籍山东文登，生于黑龙江延寿，中国剧作家，曾任中国戏剧家协会理事，第三、五、六届全国人大代表。